# Filgueirasia arenicola
Filgueirasia arenicola är en gräsart som först beskrevs av Mcclure, och fick sitt nu gällande namn av Guala. Filgueirasia arenicola ingår i släktet Filgueirasia och familjen gräs. Inga underarter finns listade i Catalogue of Life.